# From the Inside (chanson)
Pour les articles homonymes, voir From the Inside.
Singles de Linkin Park
Numb
(2003) Lying from You
(2004)
Pistes de Meteora
Breaking the Habit Nobody's Listening
From the Inside est le quatrième single extrait de l'album Meteora du groupe de nu metal américain Linkin Park.
La chanson fait suite à Breaking the Habit dans l'album, et est plus sombrement mélodique que les autres pistes de l'album, sauf Breaking the Habit.

## Clip vidéo
Le clip est dirigé par le DJ du groupe Joe Hahn. Le clip montre une émeute au milieu de laquelle marchent Chester Bennington et Mike Shinoda. Le reste du groupe joue de leurs instruments dans le centre de la ville où l'émeute a lieu. La vidéo est centrée autour d'un enfant, qui est en réalité le fils de Chester Bennington (le chanteur de Linkin Park), Jaime Bennington, qui est abandonné par son tuteur dans le chaos. L'enfant se promène au milieu de l'émeute.
Vers l'apogée de la chanson l'enfant crie, qui renverse toute la foule et arrête donc l'émeute. Les décombres commencent à monter et finalement tombent lorsque l'enfant est à court de souffle. Vers la fin de la vidéo, l'enfant regarde la destruction, tandis que le groupe continue à jouer.

## Succès
Malgré l'accueil positif des fans, la chanson a fait l'objet d'un flop. From the Inside est le seul single de Meteora qui n'est pas entré dans le Modern Rock Track, ni dans le classement Hot 100, et le seul de leur carrière jusqu'à ce qu'ils sortent Burning in the skies de l'album A thousand Suns qui n'a pas été commercialisés aux Etats-Unis. Cependant, la chanson a eu plus de succès que d'autre singles de Meteora dans certains pays ,particulièrement en Europe. En France, la chanson s'est classé en 35e position, ce qui fait mieux que leur 2e single Faint qui n'a pas été classé.